# Кан-6
Кан 6-й кантон (фр. Canton de Caen-6) — упраздненный кантон во Франции, находился в регионе Нижняя Нормандия. Департамент кантона — Кальвадос. Входил в состав округа Кан. Население кантона на 2006 год составляло 14 590 человек.
Код INSEE кантона 1442. Всего в кантон Кан 6-й кантон входило 2 коммуны, из них главной коммуной являлась Кан.